# Max von Lodron
Graf Maximilian Joseph Maria Xaver von Lodron (* 21. Januar 1757 in München; † 4. Januar 1823 in München) war ein bayerischer Adeliger und Verwaltungsbeamter.

## Leben
Max war der Sohn von Hieronymus Anton Maria Graf zu Lodron (1728–1789), Kurfürstlicher Kämmerer und Revisionsdirektor zu München. Er stammte aus der bayerischen Linie der Adelsfamilie Lodron. 1772 schloss er das Münchner Jesuitengymnasium ab. Nach dem Tod von Hieronymus 1789 erbte Maximilian die Hofmark Haag an der Amper, sein Bruder Josef wurde Malteserritter. Er hatte viele Ämter inne, so war er u. a. Pfleger von Vilsbiburg, Pfleger von Wolfratshausen und 1807 Präsident des Kirchenadministrationsrates. 1808 war Generalkommissär des Innkreises zu Innsbruck. Er wurde bei Beginn des Tiroler Aufstandes gefangen genommen und interniert. Er kam erst 1810 wieder frei. Mit der Übernahme Regensburgs durch Bayern wurde er 1810 bis 1817 erster Generalkommissär des Regenkreises (der Oberpfalz) mit Sitz in Regensburg. 1817 wurde Maximilian noch Präsident des Obersten Rechnungshofes. Am 4. Januar 1823 starb er in München und wurde als letzter Graf von Lodron in Haag begraben.
Maximilian heiratete um 1779 Therese von Helmstädt.